# Шайдуллина, Файруза Динисламовна
Шайдуллина, Файруза Динисламовна (род. 20 марта 1951 года) — певица, народная артистка Республики Башкортостан (1992).

## Биография
Шайдуллина, Файруза Динисламовна родилась 20 марта 1951 года в селе Лаяшты Илишевского района БАССР.
Восьмилетнее образование получила в деревне Ишкарово. В 1965 году поступила во 2-е Уфимское педагогическое училище. По окончания училища в 1969 году работала в хоре Башкирской Государственной филармонии.
В 1976 году заочно закончила отделение дирижёра хора Уфимского института искусств (класс М. А. Букатовой).
Место работы: c 1969 года работала солисткой, в 1992—1999 и 2003—2004 годах - дирижёр, с 1999 года педагог-репетитор Хоровой капеллы в Уфе.
В 2002—2003 годах и с 2004 году — зам. директора, с 2008 года -заведующая труппой Башкирской филармонии.

## Вокальные партии
Сольные партии в произведениях для хора «Алыҫтағы йондоҙ» («Далёкая звезда») Ш. Ш. Ибрагимова на стихи К.Даяна, «Әсә һүҙҙәре» («Слово матери»), З. Г. Исмагилова на стихи Р. С. Назарова, «Пять размышлений» С. А. Низаметдинова на стихи Р. Я. Гарипова, Реквием В. А. Моцарта, башкирские песни («Эльмалек»), татарские песни («Моя родина») и др

## Награды и звания
- Народная артистка Республики Башкортостан (1992)
- Заслуженная артистка Башкирской АССР (1975)